# Regno Kamata
Il regno Kamata apparve nella parte occidentale del antico regno Kamarupa nel XIII secolo, dopo la caduta della 
dinastia Pala. La crescita di questo regno segnò la fine del periodo antico nella storia dell'Assam e l'inizio del periodo medievale.
I primi governanti furono i Khens, che furono spodestati successivamente da Alauddin Hussain Shah, governatore turco-afgano del Bengala.
Sebbene Hussain Shah sviluppò delle strutture amministrative, non fu capace di mantenere il controllo politico e quindi salì al potere la dinastia Koch. I koch chiamano se stessi Kamateshwars ("governatori di Kamata"), ma la loro influenza ed espansioni furono così estese e di vasta portata che il loro regno è talvolta chiamato  Regno Koch.